# Ormocarpum keniense
Ormocarpum keniense är en ärtväxtart som beskrevs av Jan Bevington Gillett. Ormocarpum keniense ingår i släktet Ormocarpum och familjen ärtväxter. Inga underarter finns listade i Catalogue of Life.